# Oxalis palmifrons
Espèce
Oxalis palmifrons est une espèce de plantes à fleurs de la famille des Oxalidaceae, originaire des provinces du Cap-Nord et Cap-Occidental en Afrique du Sud,,.

## Description
L'espèce présente un bulbe brun foncé, des pétioles courts (2 cm) et de nombreuses folioles palmées (plus de 20). Elle fleurit parfois avec des pétales blancs ou jaunes,.

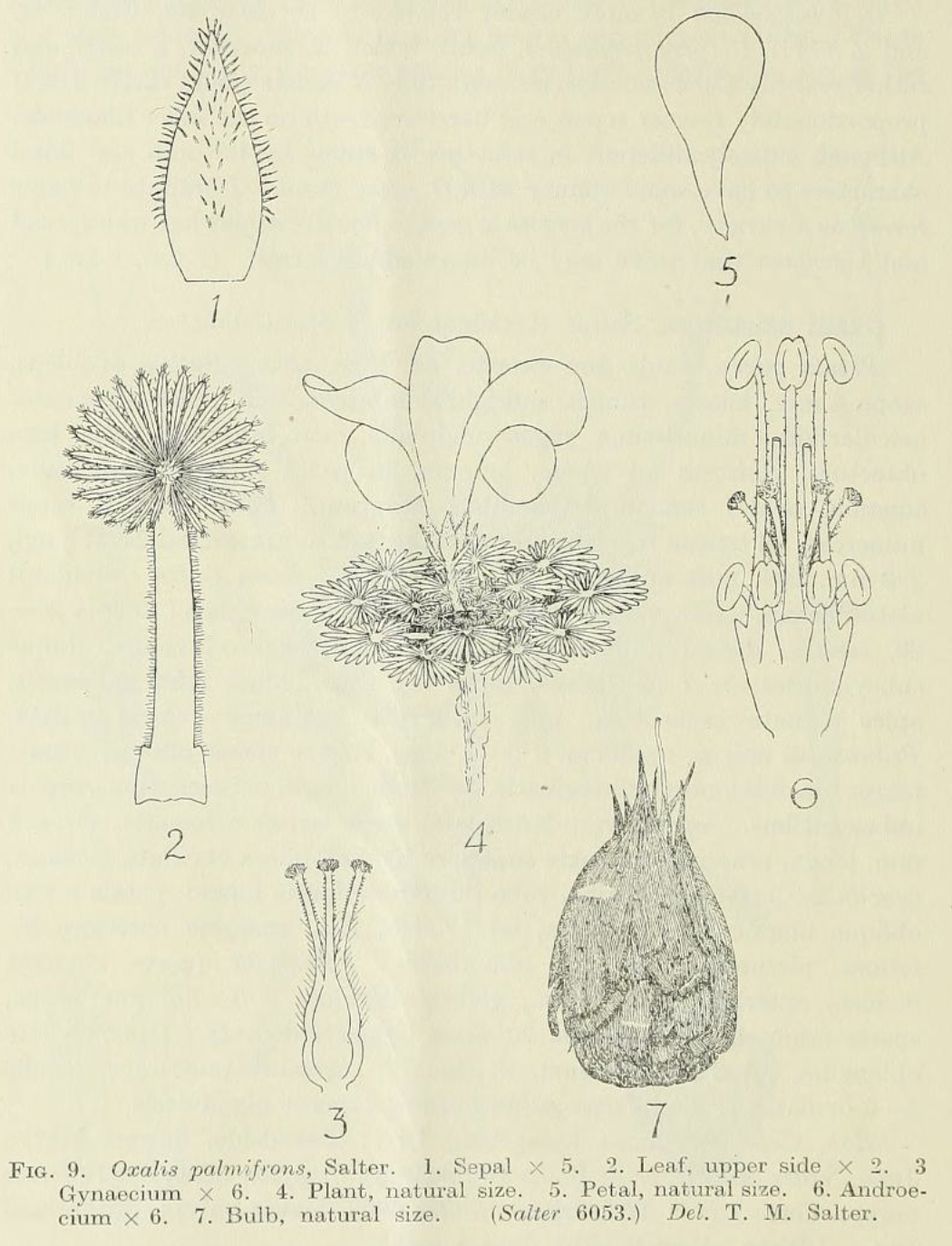
Illustration de O. palmifrons.

## Habitat

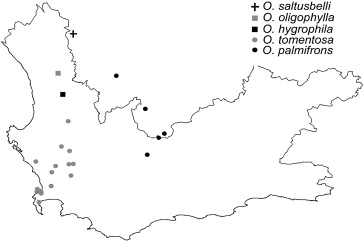
Répartition géographique des espèces de l'alliance Oxalis tomentosa, y compris O. palmifrons. La frontière représente la région du Cap-Occidental en Afrique du Sud.

Comme décrit par Terence Macleane Salter, l'espèce  « pousse dans des espaces plats et ouverts et les bulbes, qui se trouvent à une profondeur d'environ dix pouces (25 cm), dans un sol argileux dur, sont généralement encastrés parmi les pierres ». Elle est endémique des provinces du Cap-Nord et du Cap-Occidental en Afrique du Sud,.

## Systématique

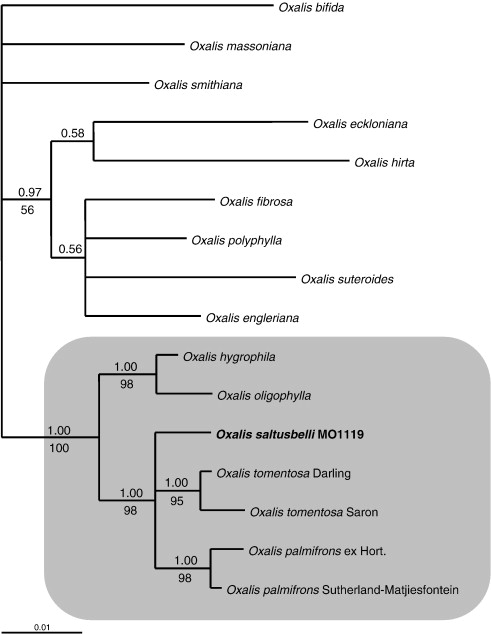
Arbre de consensus représentant l'alliance O. tomentosa, y compris O. palmifrons.

L'espèce est membre de l'alliance Oxalis tomentosa, qui comprend O. oligophylla Salter, O. hygrophila Dreyer, O. tomentosa L., O. palmifrons Salter et O. saltusbelli .